# カイウミヒドラ
カイウミヒドラ(Hydractinia epiconcha Stechow)は刺胞動物門ヒドロ虫綱花水母目ウミヒドラ科(Hydractiniidae)に属する動物で、海岸に比較的普通に見られるヒドロ虫類である。生きた巻き貝の殻の上に密生して生活している。

## 外見
このヒドロ虫はシワホラダマシ(Cantharus (Pollia) molis)という長さ1-2cmくらいの巻き貝の殻の表面に一面に群体をつくって生活する。ポリプはせいぜい数mmであるが、全体に桃色っぽい色になるので、桃色の貝殻に見えて、比較的よく目立つ。そっとしていれば、殻の表面からもやもやとポリプが伸びているのがすぐに見て取れる。ヒドロ虫類の中では、大きな樹状の群体を作るもの以外では特に見つけやすい方である。

## 特徴
ヒドロ根は貝殻の表面に広がって膜状。一面に多数のポリプをつける。ポリプには栄養ポリプ、指状ポリプ、螺旋状ポリプ、生殖ポリプなどの区別があり、多形が見られる。栄養ポリプは大型で円筒形、先端に口があり、それを取り巻く円周上に糸状の触手を多数密生する。指状ポリプは細長く伸び、先端に口がなく糸状の触手を多数つける。生殖ポリプは栄養ポリプよりやや小さいことが多く、先端近くに短い触手があり、それより下部の側面に生殖個体をつける。生殖個体はクラゲとしての構造を持ち、4本の放射水管や8本の触手を生じるが、独立することなく生殖巣が発達して有性生殖を行う。

## 生息環境
本州中部以南の浅い海に普通に生息する。潮間帯では低潮帯に近い辺りからよく見られ、水中の石をめくるとよく見つかる。時期は春から初夏である。

## 近縁種
北海道にはキタカイウミヒドラ(H. uchidai Nagao)があるが、こちらはヒメエゾボラ(Neptunea arthritica)という巻き貝の、ヤドカリの入った殻に生息する。本州中部以北に見られるイガグリガイ(Hydrissa sodalis (Stimpson))はやはりヤドカリの入った巻き貝につくが、殻の表面に多数の突起を形成することからこの名がある。また、ヤドカリの生長と共に殻を伸ばすので、ヤドカリは宿替えしなくてすむようになる。